# Gabriela Knutson
Gabriela Andrea Knutson (* 21. April 1997 in Fair Oaks, Vereinigte Staaten) ist eine tschechische Tennisspielerin.

## Karriere
Knutson begann mit drei Jahren das Tennisspielen und bevorzugt Hartplätze. Sie spielt vor allem Turniere der ITF Women’s World Tennis Tour, wo sie bislang sechs Titel im Einzel und fünf Titel im Doppel gewinnen konnte.
2022 trat Knutson für den TC Weiss-Rot Speyer in der Tennis-Oberliga an.

## College Tennis
Knutson spielte 2015 bis 2019 für die Damentennis-Mannschaft der Syracuse University Orange der Syracuse University, wo sie einen Abschluss als Journalistin machte. Anschließend machte sie ab 2019 ihren Master in Marketing an der University of Durham.

## Turniersiege

### Einzel
| Nr. | Datum            | Turnier        | Kategorie | Belag             | Finalgegnerin    | Ergebnis      |
| --- | ---------------- | -------------- | --------- | ----------------- | ---------------- | ------------- |
| 1.  | 12. März 2023    | Fredericton    | ITF W25   | Hartplatz (Halle) | Himeno Sakatsume | 6:4, 6:4      |
| 2.  | 20. Mai 2023     | Monzón         | ITF W25   | Hartplatz         | Maddison Inglis  | 6:4, 6:2      |
| 3.  | 18. Juni 2023    | Guimaraes      | ITF W25   | Hartplatz         | Madison Sieg     | 6:3, 6:4      |
| 4.  | 15. Oktober 2023 | Quinta do Lago | ITF W40   | Hartplatz         | Harriet Dart     | 6:4, 6:1      |
| 5.  | 14. Juli 2024    | Corroios       | ITF W50   | Hartplatz         | Mariam Bolkwadse | 6:1, 6:3      |
| 6.  | 23. Februar 2025 | Prag           | ITF W75   | Hartplatz (Halle) | Destanee Aiava   | 6:4, 3:6, 7:5 |

### Doppel
| Nr. | Datum            | Turnier       | Kategorie | Belag             | Partnerin            | Finalgegnerinnen                                    | Ergebnis         |
| --- | ---------------- | ------------- | --------- | ----------------- | -------------------- | --------------------------------------------------- | ---------------- |
| 1.  | 23. April 2022   | Nottingham    | ITF W25   | Hartplatz         | Katarína Strešnáková | Lauryn John-Baptiste Alice Robbe                    | 7:65, 6:3        |
| 2.  | 28. Oktober 2022 | Loughborough  | ITF W25   | Hartplatz (Halle) | Joanna Garland       | Martyna Kubka Elena Malõgina                        | 6:3, 6:3         |
| 3.  | 24. Februar 2024 | Pretoria      | ITF W50   | Hartplatz         | Lina Glushko         | Sofia Costoulas Hanne Vandewinkel                   | 7:65, 7:64       |
| 4.  | 16. März 2024    | Říčany        | ITF W75   | Hartplatz (Halle) | Tereza Valentová     | Fanny Stollár Lulu Sun                              | 6:4, 3:6, [10:4] |
| 5.  | 10. Mai 2025     | Saint-Gaudens | ITF W75   | Sand              | Anna Sisková         | Émeline Dartron Tiantsoa Sarah Rakotomanga Rajaonah | 6:2, 6:2         |